# 1252
سنة 1252 كانت سنة كبيسة تبدأ يوم الإثنين (الرابط يظهر نموذج التقويم الكامل للسنة) من التقويم اليولياني.

## أحداث
- تأسيس مدينة كلايبيدا وتقع حاليا في ليتوانيا.
- تولي الملك كريستوفر الأول عرش الدنمارك.

## مواليد
- إيزابيلا دي إبيلين.
- بوهيموند السادس.
- صفي الدين الأردبيلي.
- عبد الحق بن إسماعيل البادسي.
- كونرادين.

## وفيات
- ابن الجميزي
- بوهيموند الخامس.